# Ametroproctus aridus
Ametroproctus aridus är en kvalsterart som beskrevs av Valerie M. Behan-Pelletier 1987. Ametroproctus aridus ingår i släktet Ametroproctus och familjen Ametroproctidae. Inga underarter finns listade i Catalogue of Life.